# Liste der antiken Architekten
Die Liste der antiken Architekten versammelt alle namentlich bekannten Personen, die in der Antike auf dem Gebiet der Architektur tätig waren.
Die Liste befindet sich im Aufbau.

## A
- Agasikrates
- Agathokles
- Agathon
- Anthemios von Tralleis
- Apollodor von Athen
- Apollodor von Damaskus

## B
- Bathykles (Bildhauer und Architekt)
- Bupalos
- Byzes

## C
- Celer
- Chersiphron
- Lucius Cocceius Auctos
- Decimus Cossutius

## D
- Daphnis von Milet
- Decrianus
- Deinokrates

## E
- Eupalinos

- Hermogenes
- Hippodamos

## I
- Iktinos
- Isidor von Milet
- Isidor von Milet der Jüngere

## K
- Kallaischros
- Kallias
- Kallikrates
- Kallinos
- Karpion
- Koroibos

## L
- Libon von Elis

## M
- Mandrokles
- Megakles
- Metagenes
- Mnesikles

## P
- Paionios
- Philon von Eleusis
- Philoxenos
- Polyklet
- Pothaios
- Pytheos

## R
- Rabirius
- Rhoikos

## S
- Satyros
- Sostatros von Knidos

## T
- Theodoros von Phokaia
- Theodoros von Samos
- Theodotos

- Titus Flavius Rufus

## V
- Vitruv

## X
- Xenokles